# حملات سنوسرت الثالث

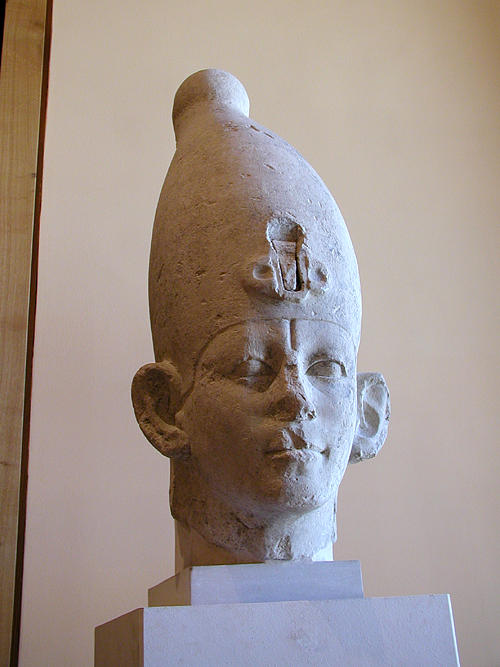
رأس تمثال سنوسرت الثالث. متحف اللوفر، فرنسا

حملات سنوسرت الثالث هي الحملات العسكرية التي قام بها الملك المصري سنوسرت الثالث في النوبة وفلسطين، ويعد سنوسرت الثالث عند المصريين من أكبر الغزاة الذين قاموا بحروب طاحنة دفاعًا عن حدود مصر من جهة الجنوب ضد السودان، ومن جهة الشمال ضد الآسيويين، غير أن الحروب التي قام بها جنوبًا كانت شغله الشاغل طوال مدة حياته، من أجل ذلك عدَّه المصريون من أكبر غزاتهم، حتى إنهم ألَّهوه فيما بعد، وبقي اسمه تتناقله الأجيال ويذكرونه في أساطيرهم باسم سيزوستريس.

## حملاته في النوبة

### الحملة الأولى
وأول عمل قام به سنوسرت الثالث عند اعتلاء عرش الملك هو تأديب قبائل السود في بلاد النوبة، وهم الذين كانوا في حالة اضطراب وقلاقل في عهد الملك المصري السابق سنوسرت الثاني، بل كانوا مصدر خوف في داخل مصر نفسها، وكانت الشلالات أكبر عائق للقيام بالغزوات في السودان لما تسببه من قطع المواصلات أو تعويقها.
فكان لزامًا على سنوسرت الثالث أن يكون لديه أسطول عظيم لنقل الجنود ولمدِّهم بالغذاء والمهمات باستمرار. ومنذ خمسمائة عام من هذا التاريخ تغلب ملوك الأسرة المصرية السادسة على هذه العقبة بحفر سلسلة ترع حفرها وني لعوامل تجارية، ولكنها بعد هذا الزمن الطويل كانت قد هدمت، ولم تعُد صالحة لما يتطلبه الموقف وقتها؛ ولذلك رأى سنوسرت ضرورة حفر قناة عند الشلال الأول ليعبر فيها إلى أعالي الشلال، وقد لا يكون المقصود من ذلك حفر قناة بالمعنى الصحيح الذي نفهمه نحن الآن، بل قد يكون القصد تعميق الممر الموجود الآن شرقي جزيرة سهيل، ليساعد على جر السفن فيه بدون كبير عناء؛ وذلك بدلًا من معارضة التيار القوي في الممر الغربي. وعلى أية حال فإن هذه الترعة قد تم تعميقها في بداية حكم هذا الملك المصري كما تخبرنا بذلك نقوش جزيرة سهيل. وفيها نشاهد سنوسرت واقفًا أمام الإلهة عنقت إحدى إلهات الشلال، وأسفل هذه الصورة نقرأ: لقد صنعها أثرًا للإلهة عنقت ربة النوبة؛ إذ شق لها ترعة تسمى «أجمل طرق خع كاو رع» سنوسرت الثالث الحي الخالد، ولم نجد تاريخًا لهذا النقش، ولكن لما كان من الضروري أن تطهَّر هذه الترعة من الغرين في السنة الثانية من حكم هذا الملك المصري ليسير منها بحملته؛ رجحنا أنها كانت موجودة منذ بضعة أعوام قبل ذلك العهد، ويمكننا أن نتصوَّر بعد ذلك جيش الملك المصري يمر في هذه الترعة الجديدة في السنة الثانية من حكمه لغزو بلاد أعدائه.

### الحملة الثانية
والظاهر أن الحملة الأولى لم تكُن كافية لتصفية الموقف مع قبائل السود، فأعاد الملك المصري الكرَّة بعد ثمانية أعوام، ولكنه وجد أن الترعة التي حفرها لم تعُد صالحة لأن تعبرها السفن الحربية وسفن النقل؛ فطهرها ثانية. وقد دوَّن هذا العمل على صخور سهيل. فنرى الفرعون واقفًا وعلى رأسه التاج المزدوج أمام الإلهة ساتت إلهة الشلال، وتقدم له رمز الحياة وخلفه رئيس بيت المال ومدير الأشغال، ثم يلي ذلك النقوش كما يأتي: السنة الثامنة من حكم جلالة ملك الوجهين القبلي والبحري «خع كاو رع» سنوسرت الثالث عاش مخلدًا، أمر جلالته أن تحفر الترعة من جديد واسمها «أجمل طرق خع كاو رع» عاش إلى الأبد، وذلك عندما سار جيشه إلى أعالي النهر ليهزم الكوش الخاسئين، وطول هذه الترعة مائة وخمسون ذراعًا وعرضها عشرون ذراعًا وعمقها خمس عشرة ذراعًا؛ أي إن هذا الممر كان كافيًا لمرور أية سفينة لمثل هذه البعثة. وقد حُفرت الترعة هذه المرة حفرًا جيدًا؛ إذ بقيت مستعملة حوالي ثلاثمائة أو أربعمائة سنة تقريبًا بعد حفرها. وقد طُهرت في عهد تحتمس الأول وكذلك في عهد تحتمس الثالث عندما قاما بالغزو في هذه الجهات، وقد كان لزامًا على صيادي السمك تطهيرها سنويًّا.
وعندما كان مارًّا نحو الجنوب وجه الملك المصري عنايته إلى حصن إلفنتين قاصدًا بذلك تحصين مدخله، وقد ترك لنا أحد الموظفين المحليين نقوشًا تدل على إتمام هذا العمل الذي انتهى في السنة التالية، السنة التاسعة الشهر الثالث من حكم جلالة ملك الوجهين القبلي والبحري «خع كاو رع» محبوب الإلهة ساتت سيدة إلفنتين عاش مخلدًا، أمر جلالته إلى حاكم الجنوب «أميني» ليقوم بعمل باب لحصن إلفنتين وليعمل … لأملاك الملك المصري في الجنوب … عندما سار سيدي (له الصحة والعافية والسعادة) لهزم أهل كوش الخاسئين.
وقد كان من نتائج هذه الحملة أن تقدم المصريون في زحفهم نحو سبعة وثلاثين ميلًا جنوب وادي حلفا، ولكنهم كانوا لا يزالون بعيدين عن كرمة التي اتخذها «زفاي حعبي» مقرًّا لحكم هذه الجهات في عهد سنوسرت الأول بنحو مائتي ميل، وكان الملك المصري سنوسرت الثالث مصممًا على أن يحافظ على ما فتحه، فأقام نُصبًا في سمنة حيث أقام حصنًا ليحافظ على حدود فتوحه الجديدة: الحد الجنوبي الذي عمل في السنة الثامنة في عهد جلالة ملك القطرين خع كاو رع معطي الحياة أبد الآبدين ليمنع أي أَسْوَد أو أي قطيع من السُّود أن يتخطاه، سواء أكان ذلك بطريق النهر أو البحر، بسفينة أو غيرها، اللهم إلا إذا أتى أَسود للتجارة في «أيقن» (مكان مجهول) أو لأداء مهمة، وفي مثل هذه الحالة يعامَلون معاملة حسنة (أي تعطى لهم كل التسهيلات) على شرط ألا يُسمح لسفينة فيها سود أن تتخطى «حح» (سمنة) ذاهبة نحو الشمال أبدًا.

### الحملة الثالثة
وبعد مضي أربعة أعوام على هذه الحملة في بلاد النوبة قامت ثالثة؛ أي في السنة الثانية عشرة من حكم هذا الملك المصري غير أننا لم نعثر على نقوش تحدِّثنا عما جرى في خلالها إلا جُملة نُقشت على صخور أسوان، ولم يُذكر فيها إلا تاريخها، واسم الملك المصري والكلمات الآتية: سار جلالته لهزم بلاد كوش.

### الحملة الرابعة

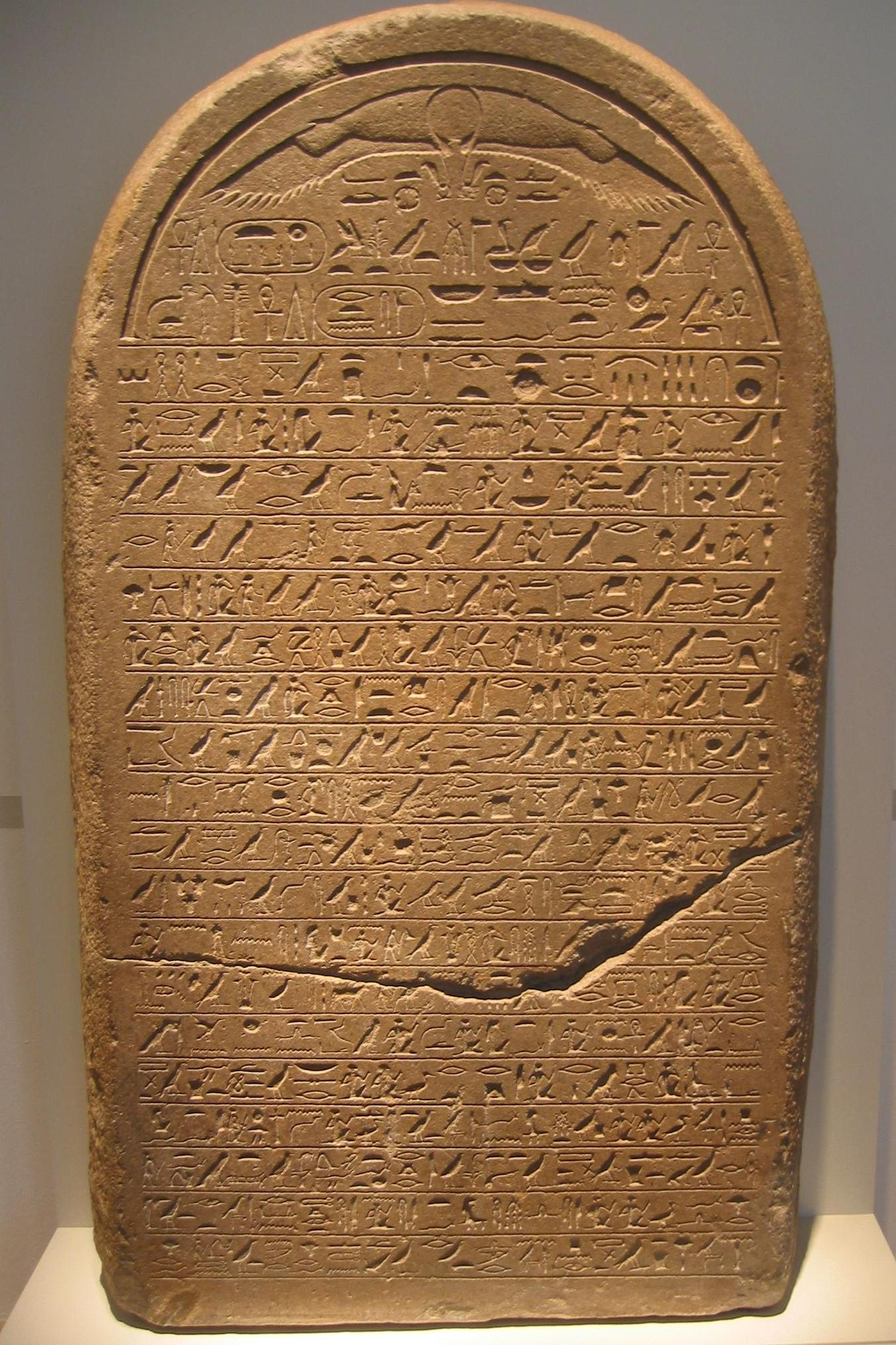
لوحة سنوسرت الثالث في سمنة. متحف برلين المصري، ألمانيا

والواقع أن بلاد كوش هذه قد تطلبت من الملك المصري غزوات عدة قبل أن تخضع وتذعن تمامًا للحكم المصري؛ إذ إنه بعد انقضاء أربعة أعوام على الحملة الأخيرة كان سنوسرت يزحف بجيشه كرَّة أخرى، وفي هذه المرة أقام لوحة ثانية في سمنة وأمر بإقامة صورة منها في جزيرة «ورونارتي»، وتقع تحت بلدة سمنة»مباشرة. وتمتاز لوحة ورونارتي بأنها تعطينا بعض معلومات لم تدوَّن على لوحة سمنة، فبعد ذِكر اسم الملك نقرأ:
 لوحة أقيمت في السنة السادسة عشرة الشهر الثالث من الفصل الثاني، عندما بني الحصن المسمى «طرد النوبيين». 
وهذه اللوحة تؤرخ لنا حصن ورونارتي، ومن المحتمل أن الحصون الأخرى التي في هذه الجهة قد بُنيت في نفس الوقت، وأهمها هو حصن سمنة كما كان يسميها المصريون «سمنة التابعة للملك خع كاو رع»، وقد كانت قلعة عظيمة بُنيت بالطوب اللبن في موقع حصين، وقد زيد في حصانتها الطبعية بالتحصين الصناعي، وكانت تشرف على النهر الذي لا يزيد عرضه في هذه الجهة عن أربعمائة متر، وفي الجهة الشرقية من النهر قبالة سمنة أقيمت قلعة أخرى صغيرة تعرف باسم قمنة بُنيت على قلعة طبعية فكان من الصعب مرور أي جيش في النهر من هذه الجهة، وخرائب هاتين القلعتين لا تزال باقية للآن، غير أننا لا يمكننا أن نتصور بالضبط ما كانتا عليه في عهد سنوسرت الثالث.
وتعد نقوش لوحة سمنة الثانية التي سجلت لنا حملة السنة السادسة عشرة من أهم النقوش التي وصلت إلينا من هذا العصر، ولا تنحصر أهميتها في أنها حددت لنا التخوم المصرية في هذا العهد من جهة بلاد النوبة، بل لأن جملها المنمقة تذكرنا بالخطب التي ذكرها ديودور الصقلي، والذي يقول عنها إنها كتبت على لوحة نقشها سيزوستريس الأسطوري تذكارًا لفتوحه، وتعد هذه النقوش بحق من أهم ما تركه لنا قدماء المصريين في كل عصورهم؛ إذ يتمثل لنا فيها قوة إرادة هذا الملك المصري وشدة حرصه على مجد بلاده، وإذكاؤه نار الغيرة في نفوس أخلافه للمحافظة على فتوحاته، والدفاع عن حدودها بالنفس والنفيس، وهاك ترجمتها حرفيًّا لتكون مثلًا حيًّا لأبناء هذا الجيل من المصريين في وقت أحوج ما تكون فيه البلاد لمثل هذه العظات الخالدة.

### الحملة الخامسة
ورغم هزائم سنوسرت المتتالية للسود فإنهم قاموا في وجهه كرَّة أخرى يظهر أنها كانت الأخيرة، وكان قد مضى على إخضاعهم والخضد من شوكتهم ثلاث سنوات، ولم تصلنا عن حملته الأخيرة معلومات شافية، اللهم إلا نقشًا لرئيس إدارة موظفيه الذي يدعى «سيسانت» وهي لوحة عثر عليها في العرابة المدفونة وهي الآن في متحف جنيف فيقول فيها: «حضرت إلى العرابة وبصحبتي كبير بيت المال «أخرنوفرت» لينحت تمثالًا للإله أوزير رب العرابة عندما كان ملك القطرين خع كاو رع الحي المخلد سائرًا ليهزم الكوش الخاسئين في السنة التاسعة عشرة.»

### حملة البحر الأحمر
قد يكون للإشارة إلى الحملة البحرية إلى البحر الأحمر، نصيب من الصحة بالنسبة للملك المصري سنوسرت الثالث، إذا اعتبرنا النقوش التي عثر عليها الأثري «نافيل» في تل بسطة (ومن الأسف أنها مؤرخة وليس عليها اسم الملك الذي دوَّنها) وفيها يصف حملة هزم فيها السود، ويشير فيها كذلك إلى بعض صعوبات بحرية عاقت السفن في السير نحو الجنوب لمشاهدة مرتفعات «حوا» ولكشف طرق الملاحة … غير أن المؤرخين قد اختلفوا في عصر هذه النقوش فيعزوها بعضهم إلى الأسرة المصرية الثانية عشرة، ويعزوها البعض الآخر إلى الأسرة المصرية الثامنة عشرة، والفريق الآخر يظن أن ذلك يشير إلى حملة أمنحتب الثالث في بلاد النوبة.

## حملته في فلسطين

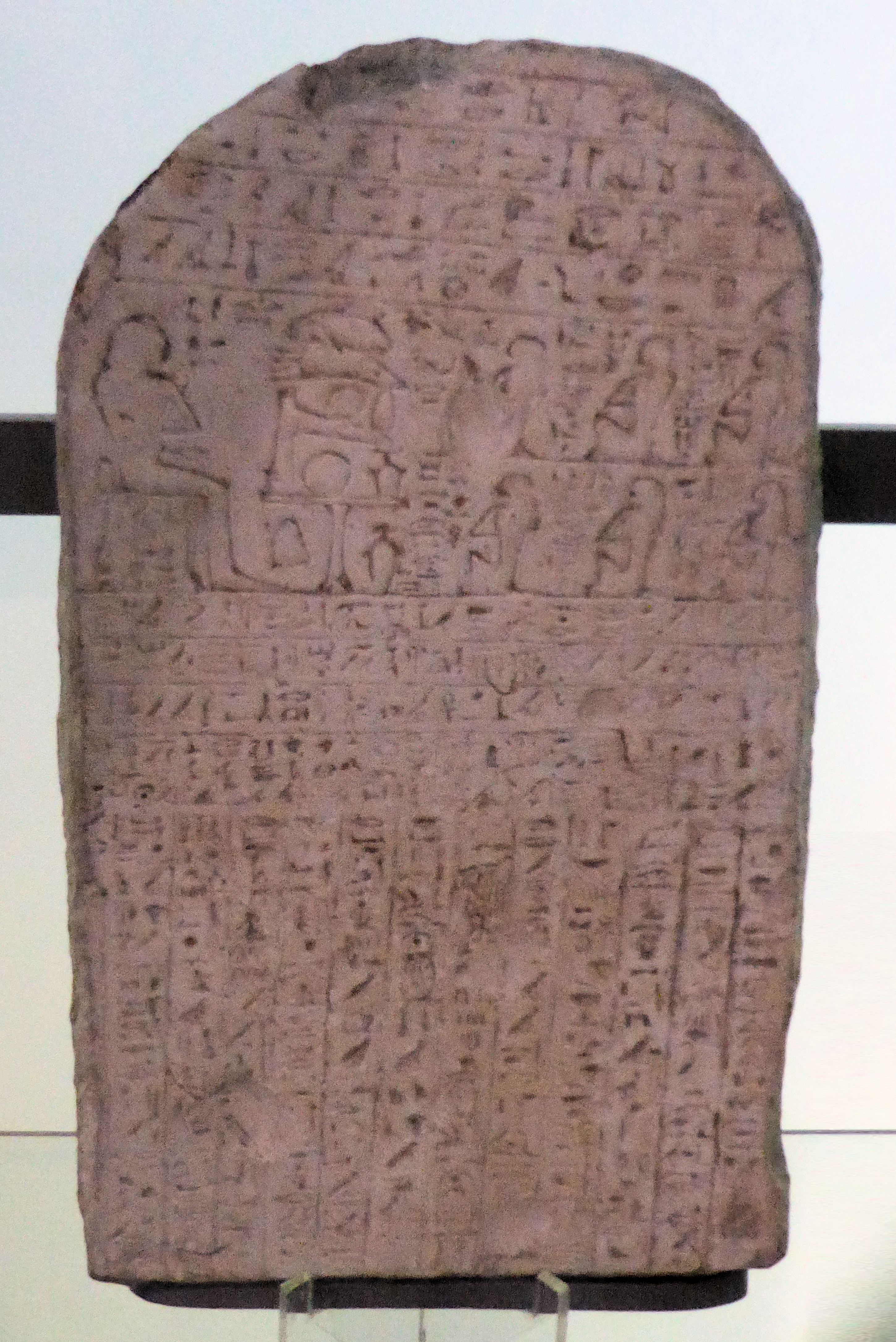
نصب سبك خو. متحف مانشستر، المملكة المتحدة

الحملة التي قام بها سنوسرت الثالث في فلسطين، مؤرخة في نصب سبك خو التي عثر عليها في العرابة المدفونة، وقد ذكر عليها أعماله العظيمة تحت قيادة سيده سنوسرت الثالث، فيقول: «سار جلالته نحو الشمال ليهزم المنتيو «الآسيويين» وقد وصل جلالته عند مكان يدعى سِكمم وكان جلالته يسلك الطريق المثلى إلى القصر «له الحياة والسعادة والصحة» عندما سقطت سِكمم ومعها أهل رتنو الخاسئون، وكنت وقتئذ أعمل حارسًا، وعندئذ اشتبك أتباع الجيش في حرب مع الآسيويين فأسرت آسيويًّا، وسلمت أسلحته إلى تابعين من أتباع الجيش؛ لأني لم أولِّ الأدبار فرارًا من الحرب بل بقيت ووجهي إلى الأمام، ولم أولِّ ظهري للآسيويين، وإني أقسم بحياة سنوسرت بأني ما تكلمت إلا الصدق.